# Rehling
Rehling település Németországban, azon belül Bajorországban. Lakosainak száma 2637 fő (2023. december 31.).

## Népesség
A település népessége az elmúlt években az alábbi módon változott:
| Lakosok száma | 739  | 898  | 1471 | 1956 | 2425 | 2428 | 2495 | 2540 | 2555 | 2637 |
|               | 1864 | 1925 | 1970 | 1987 | 2012 | 2013 | 2015 | 2017 | 2021 | 2023 |